# U-17-Fußball-Weltmeisterschaft der Frauen 2024
Die U-17-Fußball-Weltmeisterschaft der Frauen 2024 (offiziell 2024 FIFA U-17 Women’s World Cup) in der Dominikanischen Republik war die achte Ausspielung dieses Wettbewerbs für Fußballspielerinnen unter 17 Jahren (Stichtag: 1. Januar 2007) und fand vom 16. Oktober bis zum 3. November 2024 statt. Am Turnier nahmen 16 Mannschaften teil, die zunächst in vier Gruppen und danach im K.-o.-System gegeneinander antraten.
Turniersieger wurde Nordkorea, das Titelverteidiger Spanien im Finale mit 4:3 im Elfmeterschießen nach einem 1:1 besiegte und damit nach 2008 und 2016 zum dritten Mal U-17-Weltmeister wurde.

## Spielorte
Zwei Stadien wurden am 29. April 2024 von der FIFA für das Turnier ausgewählt, nachdem man die Spielstätte im März des Jahres inspiziert hatte.
| Stadion                        | Stadt                      | Kapazität | Bild                           |
| ------------------------------ | -------------------------- | --------- | ------------------------------ |
| Estadio Cibao FC               | Santiago de los Caballeros | 08.000    | Estadio Cibao FC               |
| Estadio Olímpico Félix Sánchez | Santo Domingo              | 27.000    | Estadio Olímpico Félix Sánchez |

## Teilnehmer
| Verband                                                                    | Nation                  | Qualifiziert als                                   | Teil- nahme | Erste Teilnahme | Letzte Teilnahme | Beste Platzierung(en)            |
| -------------------------------------------------------------------------- | ----------------------- | -------------------------------------------------- | ----------- | --------------- | ---------------- | -------------------------------- |
| AFC (Asien, 3 Mannschaften)                                                | Nordkorea               | Erster der U-17-Asienmeisterschaft 2024            | 7.          | 2008            | 2018             | Weltmeister (2008, 2016)         |
| AFC (Asien, 3 Mannschaften)                                                | Japan                   | Zweiter der U-17-Asienmeisterschaft 2024           | 8.          | 2008            | 2022             | Weltmeister (2014)               |
| AFC (Asien, 3 Mannschaften)                                                | Südkorea                | Dritter der U-17-Asienmeisterschaft 2024           | 4.          | 2008            | 2018             | Weltmeister (2010)               |
| CAF (Afrika, 3 Mannschaften)                                               | Kenia                   | Sieger der vierten Runde des U-17-Afrika-Cups 2024 | 1.          | –               | –                | –                                |
| CAF (Afrika, 3 Mannschaften)                                               | Nigeria                 | Sieger der vierten Runde des U-17-Afrika-Cups 2024 | 7.          | 2008            | 2022             | Dritter (2022)                   |
| CAF (Afrika, 3 Mannschaften)                                               | Sambia                  | Sieger der vierten Runde des U-17-Afrika-Cups 2024 | 2.          | 2014            | 2014             | Gruppenphase (2014)              |
| CONCACAF (Nord-, Zentralamerika und Karibik, Gastgeber und 2 Mannschaften) | Dominikanische Republik | Gastgeber                                          | 1.          | –               | –                | –                                |
| CONCACAF (Nord-, Zentralamerika und Karibik, Gastgeber und 2 Mannschaften) | USA                     | Erster der CONCACAF U-17-Meisterschaft 2024        | 6.          | 2008            | 2022             | Zweiter (2008)                   |
| CONCACAF (Nord-, Zentralamerika und Karibik, Gastgeber und 2 Mannschaften) | Mexiko                  | Zweiter der CONCACAF U-17-Meisterschaft 2024       | 7.          | 2010            | 2022             | Zweiter (2018)                   |
| CONMEBOL (Südamerika, 3 Mannschaften)                                      | Brasilien               | Erster der U-17-Südamerikameisterschaft 2024       | 7.          | 2008            | 2022             | Viertelfinale (2010, 2012, 2022) |
| CONMEBOL (Südamerika, 3 Mannschaften)                                      | Kolumbien               | Zweiter der U-17-Südamerikameisterschaft 2024      | 6.          | 2008            | 2022             | Zweiter (2022)                   |
| CONMEBOL (Südamerika, 3 Mannschaften)                                      | Ecuador                 | Dritter der U-17-Südamerikameisterschaft 2024      | 1.          | –               | –                | –                                |
| OFC (Ozeanien, 1 Mannschaft)                                               | Neuseeland              | Erster der U-17-Ozeanienmeisterschaft 2023         | 8.          | 2008            | 2022             | Dritter (2018)                   |
| UEFA (Europa, 3 Mannschaften)                                              | Spanien                 | Erster der U-17-Europameisterschaft 2024           | 6.          | 2010            | 2022             | Weltmeister (2018, 2022)         |
| UEFA (Europa, 3 Mannschaften)                                              | England                 | Zweiter der U-17-Europameisterschaft 2024          | 3.          | 2008            | 2016             | Vierter (2008)                   |
| UEFA (Europa, 3 Mannschaften)                                              | Polen                   | Dritter der U-17-Europameisterschaft 2024          | 1.          | –               | –                | –                                |

## Auslosung
Die Auslosung fand am 22. Juni 2024 in Santo Domingo statt. Die Besetzung der Töpfe beruhte auf den Leistungen bei den letzten fünf U-17-Fußball-Weltmeisterschaften. Die Dominikanische Republik war als Gastgeber automatisch als Kopf der Gruppe A gesetzt.
| Topf 1                                | Topf 2                          | Topf 3                           | Topf 4                       |
| ------------------------------------- | ------------------------------- | -------------------------------- | ---------------------------- |
| Dom. Republik Spanien Japan Nordkorea | USA Brasilien Mexiko Neuseeland | Nigeria Kolumbien England Sambia | Südkorea Polen Ecuador Kenia |

## Vorrunde
Alle Anstoßzeiten waren in Ortszeit (UTC−4) angegeben. Die grün unterlegten Mannschaften zogen in das Viertelfinale ein.

### Gruppe A
| Pl. | Land                    | Sp. | S | U | N | Tore    | Diff. | Punkte |
| --- | ----------------------- | --- | - | - | - | ------- | ----- | ------ |
| 1.  | Nigeria                 | 3   | 3 | 0 | 0 | 009:100 | +8    | 09     |
| 2.  | Ecuador                 | 3   | 2 | 0 | 1 | 006:400 | +2    | 06     |
| 3.  | Dominikanische Republik | 3   | 0 | 1 | 2 | 001:400 | −3    | 01     |
| 4.  | Neuseeland              | 3   | 0 | 1 | 2 | 002:900 | −7    | 01     |

|                                                                                   |   |                     |           |
| Mi., 16. Oktober 2024 um 16:00 Uhr (22:00 Uhr MESZ) in Santiago de los Caballeros |   |                     |           |
| Neuseeland                                                                        | – | Nigeria             | 1:4 (0:3) |
| Mi., 16. Oktober 2024 um 19:00 Uhr (01:00 Uhr MESZ) in Santiago de los Caballeros |   |                     |           |
| Dominikan. Republik                                                               | – | Ecuador             | 0:2 (0:2) |
| Sa., 19. Oktober 2024 um 16:00 Uhr (22:00 Uhr MESZ) in Santiago de los Caballeros |   |                     |           |
| Nigeria                                                                           | – | Ecuador             | 4:0 (1:0) |
| Sa., 19. Oktober 2024 um 19:00 Uhr (01:00 Uhr MESZ) in Santiago de los Caballeros |   |                     |           |
| Dominikan. Republik                                                               | – | Neuseeland          | 1:1 (0:0) |
| Di., 22. Oktober 2024 um 19:00 Uhr (01:00 Uhr MESZ) in Santo Domingo              |   |                     |           |
| Nigeria                                                                           | – | Dominikan. Republik | 1:0 (0:0) |
| Di., 22. Oktober 2024 um 19:00 Uhr (01:00 Uhr MESZ) in Santiago de los Caballeros |   |                     |           |
| Ecuador                                                                           | – | Neuseeland          | 4:0 (2:0) |

### Gruppe B
| Pl. | Land      | Sp. | S | U | N | Tore    | Diff. | Punkte |
| --- | --------- | --- | - | - | - | ------- | ----- | ------ |
| 1.  | Spanien   | 3   | 3 | 0 | 0 | 010:200 | +8    | 09     |
| 2.  | USA       | 3   | 2 | 0 | 1 | 008:300 | +5    | 06     |
| 3.  | Kolumbien | 3   | 0 | 1 | 2 | 002:500 | −3    | 01     |
| 4.  | Südkorea  | 3   | 0 | 1 | 2 | 001:110 | −10   | 01     |

|                                                                                   |   |           |           |
| Mi., 16. Oktober 2024 um 16:00 Uhr (22:00 Uhr MESZ) in Santo Domingo              |   |           |           |
| Spanien                                                                           | – | USA       | 3:1 (1:1) |
| Mi., 16. Oktober 2024 um 19:00 Uhr (01:00 Uhr MESZ) in Santo Domingo              |   |           |           |
| Südkorea                                                                          | – | Kolumbien | 1:1 (1:1) |
| Sa., 19. Oktober 2024 um 16:00 Uhr (22:00 Uhr MESZ) in Santo Domingo              |   |           |           |
| Spanien                                                                           | – | Südkorea  | 5:0 (3:0) |
| Sa., 19. Oktober 2024 um 19:00 Uhr (01:00 Uhr MESZ) in Santo Domingo              |   |           |           |
| Kolumbien                                                                         | – | USA       | 0:2 (0:1) |
| Di., 22. Oktober 2024 um 16:00 Uhr (22:00 Uhr MESZ) in Santiago de los Caballeros |   |           |           |
| USA                                                                               | – | Südkorea  | 5:0 (2:0) |
| Di., 22. Oktober 2024 um 16:00 Uhr (22:00 Uhr MESZ) in Santo Domingo              |   |           |           |
| Kolumbien                                                                         | – | Spanien   | 1:2 (1:0) |

### Gruppe C
| Pl. | Land      | Sp. | S | U | N | Tore    | Diff. | Punkte |
| --- | --------- | --- | - | - | - | ------- | ----- | ------ |
| 1.  | Nordkorea | 3   | 3 | 0 | 0 | 011:100 | +10   | 09     |
| 2.  | England   | 3   | 2 | 0 | 1 | 006:600 | ±0    | 06     |
| 3.  | Kenia     | 3   | 1 | 0 | 2 | 002:600 | −4    | 03     |
| 4.  | Mexiko    | 3   | 0 | 0 | 3 | 004:100 | −6    | 0      |

|                                                                                   |   |           |           |
| Do., 17. Oktober 2024 um 16:00 Uhr (22:00 Uhr MESZ) in Santiago de los Caballeros |   |           |           |
| Nordkorea                                                                         | – | Mexiko    | 4:1 (3:1) |
| Do., 17. Oktober 2024 um 19:00 Uhr (01:00 Uhr MESZ) in Santiago de los Caballeros |   |           |           |
| Kenia                                                                             | – | England   | 0:2 (0:1) |
| So., 20. Oktober 2024 um 16:00 Uhr (22:00 Uhr MESZ) in Santiago de los Caballeros |   |           |           |
| Nordkorea                                                                         | – | Kenia     | 3:0 (2:0) |
| So., 20. Oktober 2024 um 19:00 Uhr (01:00 Uhr MESZ) in Santiago de los Caballeros |   |           |           |
| England                                                                           | – | Mexiko    | 4:2 (1:1) |
| Mi., 23. Oktober 2024 um 19:00 Uhr (01:00 Uhr MESZ) in Santiago de los Caballeros |   |           |           |
| England                                                                           | – | Nordkorea | 0:4 (0:2) |
| Mi., 23. Oktober 2024 um 19:00 Uhr (01:00 Uhr MESZ) in Santo Domingo              |   |           |           |
| Mexiko                                                                            | – | Kenia     | 1:2 (0:2) |

### Gruppe D
| Pl. | Land      | Sp. | S | U | N | Tore    | Diff. | Punkte |
| --- | --------- | --- | - | - | - | ------- | ----- | ------ |
| 1.  | Japan     | 3   | 2 | 1 | 0 | 006:200 | +4    | 07     |
| 2.  | Polen     | 3   | 1 | 2 | 0 | 002:000 | +2    | 05     |
| 3.  | Brasilien | 3   | 1 | 1 | 1 | 002:200 | ±0    | 04     |
| 4.  | Sambia    | 3   | 0 | 0 | 3 | 001:700 | −6    | 0      |

|                                                                                   |   |           |           |
| Do., 17. Oktober 2024 um 16:00 Uhr (22:00 Uhr MESZ) in Santo Domingo              |   |           |           |
| Japan                                                                             | – | Polen     | 0:0       |
| Do., 17. Oktober 2024 um 19:00 Uhr (01:00 Uhr MESZ) in Santo Domingo              |   |           |           |
| Brasilien                                                                         | – | Sambia    | 1:0 (1:0) |
| So., 20. Oktober 2024 um 16:00 Uhr (22:00 Uhr MESZ) in Santo Domingo              |   |           |           |
| Japan                                                                             | – | Brasilien | 2:1 (0:1) |
| So., 20. Oktober 2024 um 19:00 Uhr (01:00 Uhr MESZ) in Santo Domingo              |   |           |           |
| Sambia                                                                            | – | Polen     | 0:2 (0:1) |
| Mi., 23. Oktober 2024 um 16:00 Uhr (22:00 Uhr MESZ) in Santo Domingo              |   |           |           |
| Sambia                                                                            | – | Japan     | 1:4 (0:1) |
| Mi., 23. Oktober 2024 um 16:00 Uhr (22:00 Uhr MESZ) in Santiago de los Caballeros |   |           |           |
| Polen                                                                             | – | Brasilien | 0:0       |

## Finalrunde

### Spielplan
|  | Viertelfinale | Viertelfinale |           |         | Halbfinale       | Halbfinale |  |  | Finale | Finale |
|  |               |               |           |         |                  |            |  |  |        |        |
|  |               |               |           |         |                  |            |  |  |        |        |
|  | Nigeria       | 0             |           |         |                  |            |  |  |        |        |
|  | Nigeria       | 0             |           |         |                  |            |  |  |        |        |
|  | USA           | 2             |           |         |                  |            |  |  |        |        |
|  | USA           | 2             | USA       | 0       |                  |            |  |  |        |        |
|  |               |               | USA       | 0       |                  |            |  |  |        |        |
|  |               | Nordkorea     | 1         |         |                  |            |  |  |        |        |
|  | Nordkorea     | Nordkorea     | 1         | 1       |                  |            |  |  |        |        |
|  | Nordkorea     |               |           | 1       |                  |            |  |  |        |        |
|  | Polen         | 0             |           |         |                  |            |  |  |        |        |
|  |               |               | Nordkorea | 1 (4)   |                  |            |  |  |        |        |
|  |               |               |           | Spanien | 1 (3)            |            |  |  |        |        |
|  | Spanien       | 5             |           |         |                  |            |  |  |        |        |
|  | Ecuador       | 0             |           |         |                  |            |  |  |        |        |
|  | Ecuador       | 0             | Spanien   | 3       |                  |            |  |  |        |        |
|  |               |               | Spanien   | 3       | Spiel um Platz 3 |            |  |  |        |        |
|  |               | England       | 0         |         |                  |            |  |  |        |        |
|  | Japan         | England       | 0         | 2 (1)   | USA              | 3          |  |  |        |        |
|  | Japan         |               |           | 2 (1)   | USA              | 3          |  |  |        |        |
|  | England       | 2 (4)         |           | England | 0                |            |  |  |        |        |
|  | England       | 2 (4)         |           |         | 0                |            |  |  |        |        |
|  |               |               |           |         |                  |            |  |  |        |        |

### Viertelfinale
|                                                                                   |   |         |                      |
| Sa., 26. Oktober 2024 um 15:30 Uhr (21:30 Uhr MESZ) in Santiago de los Caballeros |   |         |                      |
| Nigeria                                                                           | – | USA     | 0:2 (0:1)            |
| Sa., 26. Oktober 2024 um 19:00 Uhr (01:00 Uhr MESZ) in Santiago de los Caballeros |   |         |                      |
| Nordkorea                                                                         | – | Polen   | 1:0 (1:0)            |
| So., 27. Oktober 2024 um 15:30 Uhr (20:30 Uhr MEZ) in Santo Domingo               |   |         |                      |
| Spanien                                                                           | – | Ecuador | 5:0 (2:0)            |
| So., 27. Oktober 2024 um 19:00 Uhr (28., 00:00 Uhr MEZ) in Santo Domingo          |   |         |                      |
| Japan                                                                             | – | England | 2:2 (2:1), 1:4 i. E. |

### Halbfinale
|                                                                                      |   |           |           |
| Mi., 30. Oktober 2024 um 19:00 Uhr (31., 0:00 Uhr MEZ) in Santiago de los Caballeros |   |           |           |
| USA                                                                                  | – | Nordkorea | 0:1 (0:0) |
| Do., 31. Oktober 2024 um 19:00 Uhr (1. Nov., 00:00 Uhr MEZ) in Santo Domingo         |   |           |           |
| Spanien                                                                              | – | England   | 3:0 (1:0) |

### Spiel um Platz 3
|                                                                         |   |         |           |
| Sonntag, 3. November 2024 um 14:30 Uhr (19:30 Uhr MEZ) in Santo Domingo |   |         |           |
| USA                                                                     | – | England | 3:0 (1:0) |

- Schiedsrichterin:  Alejandra Quisbert, Schiedsrichterassistentinnen:  Gabriela Moreno und  Vera Yupanqui; Vierte Offizielle:  Jelena Cvetković

### Finale
| Nordkorea                                                                                       | Nordkorea | Spanien | Spanien |
| ----------------------------------------------------------------------------------------------- | --- | --- | ------- |
| Nordkorea                                                                                       | \| Finale \| \| 3. November 2024 um 18:00 Uhr (23:00 Uhr MEZ) in Santo Domingo (Estadio Olímpico Félix Sánchez) \| \| Ergebnis: 1:1 (0:0), 4:3 i. E. \| \| Zuschauer: 18.410 \| \| Schiedsrichterin: Daiane Muniz ( Brasilien) \| \| Spielbericht \| | \| Finale \| \| 3. November 2024 um 18:00 Uhr (23:00 Uhr MEZ) in Santo Domingo (Estadio Olímpico Félix Sánchez) \| \| Ergebnis: 1:1 (0:0), 4:3 i. E. \| \| Zuschauer: 18.410 \| \| Schiedsrichterin: Daiane Muniz ( Brasilien) \| \| Spielbericht \|                        | Spanien |
| Nordkorea                                                                                       | Pak Ju-gyong – Ri Ye-gyong, Ri Kuk-hyang , Ri Pom, Pak Il-sim – Choe Rim-jong, So Ryu-gyong (60. Choe Yon-a, 90.+3' Jong Pok-yong), Ro Un-hyang, Jon Il-chong – Kang Ryu-mi, Choe Il-son (44. Ho Kyong) Cheftrainer: Song Sung-gwon                  | Laia López – Martina González, Nerea Carmona, Claudia de la Cuerda, Aiara Agirrezabala – Clara Serrajordi (90.+7' Noa Ortega), Irune Dorado, Ainoa Gómez (90.+5' Emma Moreno) – Celia Segura, Alba Cerrato (81. Iris Santiago), Paula Comendador Cheftrainer: Kenio Gonzalo | Spanien |
| Nordkorea                                                                                       | 1:1 Jon I. (66.) | 0:1 Segura (61.) | Spanien |
| Nordkorea                                                                                       | Elfmeterschießen | | Spanien |
| Nordkorea                                                                                       | 1:1 Ri K. López hält gegen Jong P. 2:1 Ro U. 3:2 Jon I. 4:3 Kang R. | 0:1 Segura Pak J. hält gegen Santiago Comendador schießt an den linken Pfosten 2:2 Ortega 3:3 Moreno | Spanien |
| Nordkorea                                                                                       | Kang R. (90.+7') | Cerrato (73.) | Spanien |
| Nordkorea                                                                                       | Spieler des Spiels: Irune Dorado (Spanien) | | Spanien |
| Finale                                                                                          | | |         |
| 3. November 2024 um 18:00 Uhr (23:00 Uhr MEZ) in Santo Domingo (Estadio Olímpico Félix Sánchez) | | |         |
| Ergebnis: 1:1 (0:0), 4:3 i. E.                                                                  | | |         |
| Zuschauer: 18.410                                                                               | | |         |
| Schiedsrichterin: Daiane Muniz ( Brasilien)                                                     | | |         |
| Spielbericht                                                                                    | | |         |

- Schiedsrichterassistentinnen:  Fernanda Gomes und  Maira Mastella; Vierte Offizielle:  Carly Shaw-MacLaren

## Beste Torschützinnen
Bei identischer Trefferzahl zählten zunächst die Torvorlagen und danach gegebenenfalls die Einsatzminuten zur Differenzierung.
| Rang | Spielerin        | Tore | Vor- lagen | Eins.- Min. |
| ---- | ---------------- | ---- | ---------- | ----------- |
| 01   | Paula Comendador | 5    | 1          | 411         |
| 02   | Kennedy Fuller   | 4    | 3          | 511         |
| 03   | Celia Segura     | 4    | 2          | 406         |
| 04   | Choe Rim-jong    | 4    | 2          | 540         |
| 05   | Shakirat Moshood | 4    | 1          | 360         |
| 06   | Melanie Barcenas | 3    | 2          | 419         |

Zudem 13 Spielerinnen mit jeweils zwei Toren, 40 Spielerinnen mit je einem Tor und vier Eigentore.

## Schiedsrichterinnen
| Kontinentalverband | Schiedsrichterinnen                                                                     | Schiedsrichterassistentinnen |
| ------------------ | --------------------------------------------------------------------------------------- | --- |
| AFC                | - Asaka Koizumi - Lê Thị Ly                                                             | - Riiohlang Dhar - Suwida Wongkraisorn - Amal Jamal Badhafari - Hà Thị Phương                                                           |
| CAF                | - Ghada Mehat - Shamirah Nabadda                                                        | - Yara Abdelfattah - Fanta Koné - Soukaina Hamdi - Nancy Kasitu                                                                         |
| CONCACAF           | - Deily Gómez - Carly Shaw-MacLaren                                                     | - Kindria Agüero - Gabriela Jiménez - Gabrielle Lemieux - Katarzyna Wasiak                                                              |
| CONMEBOL           | - Daiane Muniz - Alejandra Quisbert                                                     | - Fernanda Gomes - Maira Mastella - Gabriela Moreno - Vera Yupanqui                                                                     |
| UEFA               | - Abigail Byrne - Frida Klarlund - Ionela Peșu - Jelena Cvetković - Olatz Rivera Olmedo | - Ainhoa Fernández - Fie Bruun - Karolin Kaivoja - Lena Hirtl - Paulina Baranowska - Daniela Constantinescu - Anita Vad - Ceri Williams |

Unterstützungsschiedsrichterin:
- Vimarest Díaz